# Głubokoje (jezioro)
Głubokoje (ros. Глубокое, także: Омук-Кюёль) – tektoniczne jezioro w Rosji w Kraju Krasnojarskim w zachodniej części płaskowyżu Putorana. Położone jest około 65 km na północ od Norylska. Należy do zlewiska Piasiny.
Jezioro ma 43 km długości i 5 km szerokości. Średnia głębokość wynosi 16 m, a maksymalna około 200 m. Powierzchnia wynosi 143 km² (według innych źródeł 136 km²).
Jezioro zamarza od połowy października do przełomu czerwca i lipca. W lecie temperatura wody nie przekracza 10°C.
Z jeziora wypływa rzeka Głubokaja, uchodząca do jeziora Miełkoje.